# Rezerwat przyrody Skalná Alpa

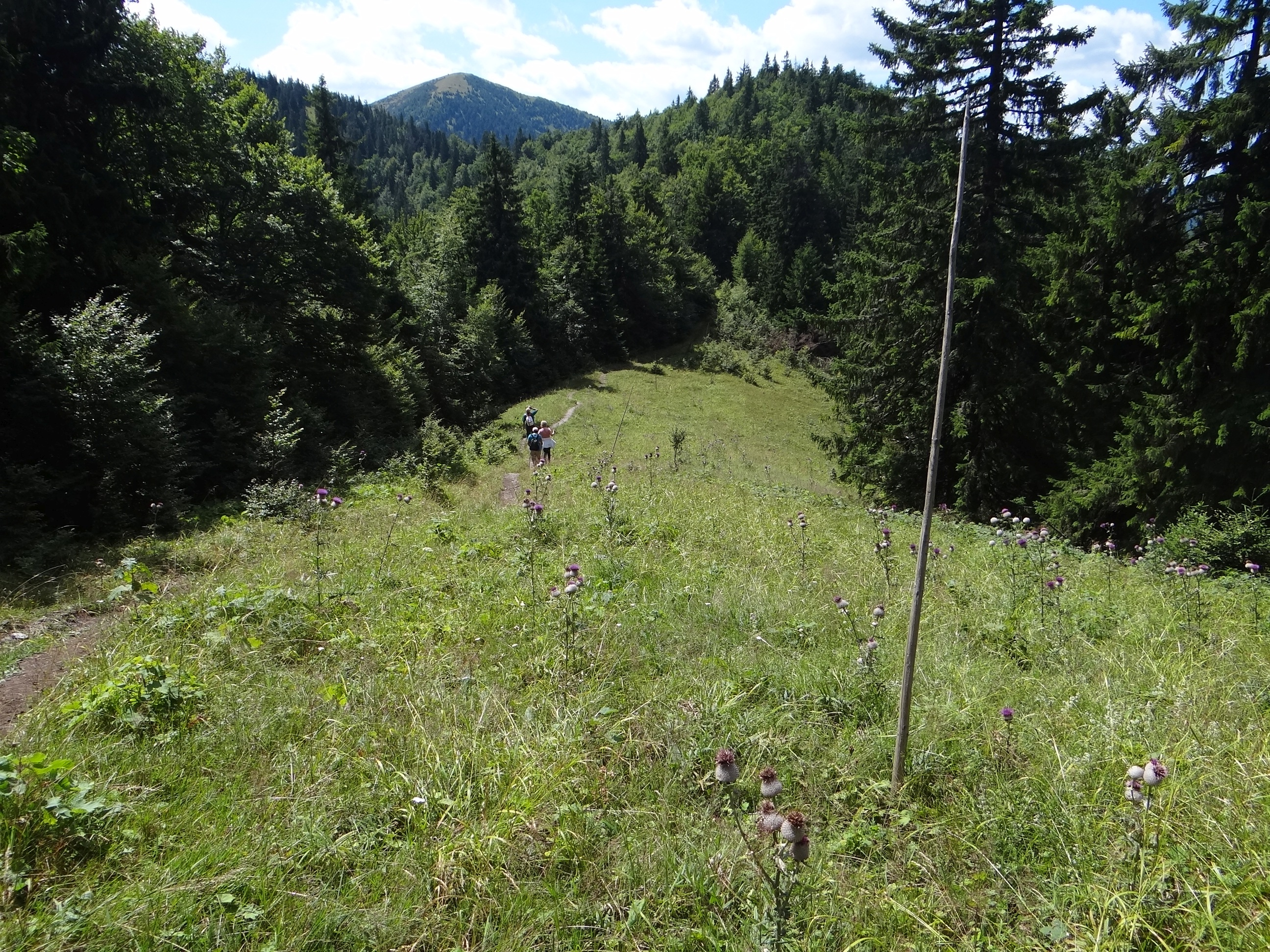

Rezerwat przyrody Skalná Alpa (słow. Národná prírodná rezervácia Skalná Alpa) – rezerwat przyrody w grupie górskiej Wielkiej Fatry w Karpatach Zachodnich na Słowacji. Powierzchnia 524,55 ha. W rezerwacie obowiązuje 5. (najwyższy) stopień ochrony.

## Położenie
Rezerwat leży we wschodniej części Wielkiej Fatry. Obejmuje fragment głównego grzbietu wschodniej (liptowskiej) odnogi Wielkiej Fatry od szczytu Rakytova (1567 m) na południu po skraj polan Močidlo (na północ od szczytu Skalná Alpa; 1463 m) na północy, mocno rozczłonkowane fragmenty zachodnich stoków tego grzbietu i wyrastających zeń grzbietów bocznych (po ok. 1100-1000 m) na zachodzie oraz fragment wschodnich stoków tego grzbietu w zamknięciu dolinki Skalnego Potoku (słow. Skalné, po ok. 1000 m) na wschodzie.
Leży w granicach katastralnych wsi Liptovská Osada i Ľubochňa w powiecie Rużomberk w kraju żylińskim. Cały obszar rezerwatu znajduje się w granicach Parku Narodowego Wielka Fatra. Obszar rezerwatu wykorzystywany jest do celów naukowo-badawczych na potrzeby narodowej gospodarki leśnej.

## Historia
Rezerwat został powołany w 1964 r. na powierzchni 67,46 ha. Nowelizacja z powiększeniem powierzchni rozporządzeniem Ministerstwa Środowiska Naturalnego (Ministerstvo životného prostredia) Republiki Słowackiej nr 83/1993 z dnia 23 marca 1993 r.

## Charakterystyka
Z punktu widzenia geologii teren rezerwatu jest urozmaicony: budują go formacje skał wapiennych i dolomitowych środkowego triasu, zaliczanych do płaszczowiny choczańskiej, na podłożu krystalicznym, reprezentowanym tu przez granity. Stoki są strome, miejscami bardzo strome, w masywie Skalnej Alpy kamieniste i pocięte licznymi żlebkami, w części lawiniaste. Na bocznych grzbietach szereg mniejszych formacji skalnych.
Teren rezerwatu porastają w większości 150-250-letnie lasy regla górnego o charakterze zbliżonym do pierwotnego. Występuje tu głównie świerk, w niższych położeniach z licznym udziałem jodły, buka i jawora. W wyższych partiach, w strefie górnej granicy lasu, towarzyszy mu jarzębina. Najwyższe partie rezerwatu obejmuje piętro kosodrzewiny, w którym spotkamy szereg większych i mniejszych polan o charakterze hal lub muraw wysokogórskich. Znaczna część występujących tu gatunków roślin zielnych, zwłaszcza tych charakterystycznych dla piętra kosodrzewiny, to gatunki wapieniolubne.
Z roślinności zielnej występują tu m.in.: w runie lasów gajowiec żółty i szczyr trwały, w ziołoroślach modrzyk górski i miłosna górska, wśród kosodrzewiny omieg górski, podbiałek alpejski i urdzik karpacki, na polanach kostrzewa pstra i karpacka, trzcinnik pstry, bartsja alpejska, czosnek siatkowaty, zaś na skałkach goryczka krótkołodygowa, skalnica seledynowa, jaskier alpejski oraz gatunki endemityczne Karpat: goździk lśniący i dzwonek karpacki.

## Turystyka
Przez całą długość rezerwatu, od szczytu Rakytova po grzbiet Skalnéj Alpy na północ od jej szczytu, głównym grzbietem lub nieco poniżej niego (po stronie wschodniej) biegnie zielono znakowany szlak turystyczny ze schroniska pod Borišovom do Rużomberku. Północnymi i zachodnimi stokami kopuły szczytowej Rakytova biegnie żółto znakowany trawers z Północnej Przełęczy Rakytovskiej na Południową Przełęcz Rakytovską.
  Rużomberk – Krkavá skala – Pod Sidorovom – Sedlo pod Vtáčnikom – Vtáčnik – Vyšné Šiprúnske sedlo – Nižné Šiprúnske sedlo – Malá Smrekovica – Močidlo, hotel Smrekovica – Skalná Alpa – Tanečnica – Severné Rakytovské sedlo – Rakytov – Južné Rakytovské sedlo – Minčol – Sedlo pod Čiernym kameňom – Sedlo Ploskej – chata pod Borišovom.
  Severné Rakytovské sedlo – północne stoki Rakytov –  Južné Rakytovské sedlo.